# 米罗·米霍维洛维奇
米罗·米霍维洛维奇（1915年2月22日—2010年2月12日），克罗地亚男子水球运动员。他曾代表南斯拉夫国家队参加1936年夏季奥林匹克运动会水球比赛，获得第十名。